# David Weatherley
David Weatherley, né le 1er mars 1939 à Londres et mort le 12 décembre 2024, est un acteur néo-zélandais d'origine anglaise.

## Biographie
David Weatherley quitte le Royaume-Uni en 1956 pour servir pendant cinq ans dans l'armée canadienne. En 1961, il s'installe en Nouvelle-Zélande et abandonne peu après sa carrière militaire après un accident de moto. Il commence une carrière d'acteur au théâtre en 1962 et joue dans plus de 120 pièces en 20 ans de carrière au Mercury Theatre d'Auckland. À partir des années 1980, il se tourne vers la télévision et le cinéma. Il joue notamment un rôle récurrent dans la série Summer Bay (1990-91), interprète le personnage de Prosper Poiredebeurré dans Le Seigneur des anneaux : La Communauté de l'anneau (2001) et prête sa voix à un personnage secondaire de la série Power Rangers : Opération Overdrive (2007).

## Filmographie

### Cinéma
- 1984 : Second Time Lucky de Michael Anderson : l'officier britannique
- 1984 : Death Warmed Up :
- 1992 : The Girl Who Came Late (en) : Lex Rubins
- 2001 : Le Seigneur des anneaux : La Communauté de l'anneau : Prosper Poiredebeurré
- 2009 : Le Secret des sept volcans (en) : le sergent de police

### Télévision
- 1982 : Jack Holborn (mini-série) : le capitaine de port
- 1989 : À cœur ouvert (série télévisée, saison 9 épisode 80) : Tom Lynch
- 1989 : Worzel Gummidge Down Under (en) (série télévisée, 2 épisodes) : Bulbous Cauliflower
- 1990-1991 : Summer Bay (série télévisée, 20 épisodes) : Ernie Jacobs
- 1996 : Xena, la guerrière (série télévisée, saison 1 épisode 13) : Gastacious
- 1998 : Hercule (série télévisée, saison 4 épisode 10) : le juge
- 2007 : Power Rangers : Opération Overdrive (série télévisée, 32 épisodes) : Spencer / Benglo
- 2009 : Legend of the Seeker : L'Épée de vérité (série télévisée, saison 1 épisode 20) : Morrigan
- 2012 : Hounds (en) (série télévisée, 6 épisodes) : Melvyn